# Harpactes
Harpactes é um gênero de aves da família Trogonidae.
As seguintes espécies são reconhecidas:
- Harpactes fasciatus (Pennant, 1769)
- Harpactes kasumba  (Raffles, 1822)
- Harpactes diardii (Temminck, 1832)
- Harpactes ardens (Temminck, 1826)
- Harpactes whiteheadi Sharpe, 1888
- Harpactes orrhophaeus (Cabanis & Heine, 1863)
- Harpactes duvaucelii Temminck, 1824)
- Harpactes oreskios (Temminck, 1823)
- Harpactes erythrocephalus (Gould, 1834)
- Harpactes wardi (Kinnear, 1927)